# Osmia calcarata
Osmia calcarata är en biart som beskrevs av White 1952. Osmia calcarata ingår i släktet murarbin, och familjen buksamlarbin. Inga underarter finns listade i Catalogue of Life.